# Rinormalizzazione
In fisica, la rinormalizzazione è un insieme di tecniche per trattare le divergenze e i relativi infiniti che emergono nel calcolo delle quantità fisiche nella teoria quantistica dei campi, nella meccanica statistica e nella teoria delle strutture geometriche auto-similari.
Quando si descrivono lo spazio e il tempo come entità continue, la costruzione di certe teorie quantistiche e statistiche risulta mal definita. Per trattarle correttamente è necessario definire con attenzione un opportuno limite continuo. In questo limite esistono delle relazioni non banali fra i parametri che descrivono la teoria a grandi scale e distanze rispetto a quelli che descrivono l'andamento della stessa teoria a piccole distanze.
La rinormalizzazione fu sviluppata per la prima volta per rimuovere gli infiniti che emergono negli integrali dello sviluppo perturbativo nell'elettrodinamica quantistica. Inizialmente vista come una procedura sospetta perfino da alcuni dei suoi ideatori, oggi è considerata uno strumento autonomo e coerente in molti ambiti della fisica e della matematica.

## Rinormalizzazione nelle teorie di campo quantistiche
Nelle teorie di campo quantistiche la rinormalizzazione permette di stabilire le relazioni che vi sono fra i risultati delle misure effettuate a differenti scale di lunghezze o equivalentemente di energie.
Nella teoria delle perturbazioni delle teorie di campo quantistiche, la rinormalizzazione si basa sulla ridefinizione delle costanti di accoppiamento e eventualmente anche dei campi in modo da rimuovere le divergenze almeno in una determinata scala di energia considerata.
Le divergenze da eliminare sono contenute negli integrali associati ai diagrammi di Feynman. Questi sono spesso divergenti nel limite ultravioletto, nel limite cioè in cui si includono gli impulsi integrati che tendono a infinito. Le divergenze vengono prima classificate ed eliminate "brutalmente" mediante una esplicita procedura di regolarizzazione: si procede cioè a una riformulazione matematica, spesso non fisica, della teoria in modo da rendere gli integrali, e quindi le quantità fisiche osservabili, non divergenti. La rinormalizzazione, quindi, consiste nel preciso modo di rimuovere la regolarizzazione introdotta e tornare alla teoria originaria (limite al continuo) avendo cura di mantenere finiti i valori delle quantità fisiche osservabili.
Una procedura comune di regolarizzazione è quella dell'introduzione di un valore di taglio, o "cutoff", nei momenti integrati. Si tratta di escludere gli impulsi elevati dagli integrali mediante un estremo di integrazione superiore (il cutoff, appunto) introdotto artificialmente e arbitrariamente. Le divergenze dell'integrale appaiono quindi come potenze o logaritmi del cutoff e possono essere rimosse ridefinendo ("rinormalizzando") i campi e le costanti d'accoppiamento in maniera che dipendano dal valore del cutoff precisamente, in modo da mantenere finiti i valori delle quantità fisiche osservabili.

### L'origine di quantità infinite
La presenza di infiniti nei calcoli delle quantità nelle teorie quantistiche è legata strettamente alle caratteristiche delle mutue interazioni fra le particelle e i campi. Ad esempio, anche in meccanica classica, la massa totale {\displaystyle m_{t}} di una particella, carica, di raggio {\displaystyle r_{e}} e di massa a riposo {\displaystyle m_{0}} dovrebbe includere anche l'energia del campo elettrostatico da essa stessa generato:
{\displaystyle m_{t}=m_{0}+\int {1 \over 2}E^{2}\,dV=m_{0}+\int _{r_{e}}^{\infty }{\frac {1}{2}}\left({q \over 4\pi r^{2}}\right)^{2}4\pi r^{2}\,dr=m_{0}+{q^{2} \over 8\pi r_{e}}}
Se si considera tuttavia una particella puntiforme, come ad esempio un elettrone, allora {\displaystyle r_{e}\rightarrow 0} e la massa totale {\displaystyle m_{t}} risulta irrimediabilmente infinita. Questo risultato paradossale può essere interpretato come il problema della definizione dell'interazione fra il campo elettromagnetico e l'elettrone, quest'ultimo essendo carico genera un campo elettrico ma allo stesso tempo risulta a sua volta influenzato da questo. Tuttavia è possibile considerare che soltanto la massa totale {\displaystyle m_{t}} è accessibile agli esperimenti e chiaramente finita, mentre nulla fissa il valore della massa {\displaystyle m_{0}} dell'elettrone preso singolarmente senza il suo campo. In altri termini, è impossibile sperimentalmente e fisicamente separare un elettrone e isolarlo dal campo elettromagnetico che esso stesso genera. Il valore di {\displaystyle m_{0}} risulta quindi libero da ogni vincolo e per risolvere il paradosso si potrebbe fissarlo a un valore infinitamente negativo tale da bilanciare l'infinita energia positiva del campo elettrostatico. La formalizzazione completa di questa procedura guidò la nascita della rinormalizzazione.

### Regolarizzazione
Il primo passo per affrontare gli integrali divergenti e i relativi infiniti che sorgono nel calcolo delle sezioni d'urto e di altre quantità fisiche consiste nella procedura di regolarizzazione. Con questa procedura si introducono artificialmente nuovi parametri nella teoria, i regolarizzatori, che hanno l'effetto di rendere finiti gli integrali della teoria. Alla fine della procedura di rinormalizzazione questi parametri non fisici devono essere rimossi opportunamente. Per esempio, l'integrale:
{\displaystyle \int _{0}^{a}{\frac {1}{z}}dz-\int _{0}^{b}{\frac {1}{z}}dz=\ln a-\ln b+\ln 0-\ln 0=\ln a-\ln b+\infty -\infty }
risulta non definito a causa della sottrazione di quantità infinite. Tuttavia introducendo due parametri {\displaystyle \varepsilon _{a}} e {\displaystyle \varepsilon _{b}} nei limiti degli integrali:
{\displaystyle \int _{\varepsilon _{a}}^{a}{\frac {1}{z}}dz-\int _{\varepsilon _{b}}^{b}{\frac {1}{z}}dz=\ln a-\ln b+\ln {(\varepsilon _{b})}-\ln {(\varepsilon _{a})}=\ln {\left({\frac {a}{b}}\right)}-\ln {\left({\frac {\varepsilon _{a}}{\varepsilon _{b}}}\right)}}
il risultato è ben definito. A questo punto i due parametri {\displaystyle \varepsilon _{a}} e {\displaystyle \varepsilon _{b}}, arbitrariamente introdotti, possono essere rimossi, facendo tendere il loro valore a zero, {\displaystyle \varepsilon _{a}\rightarrow 0} e {\displaystyle \varepsilon _{b}\rightarrow 0}, ma imponendo che allo stesso tempo:
{\displaystyle {\frac {\varepsilon _{a}}{\varepsilon _{b}}}\rightarrow 1}
ottenendo come risultato finale:
{\displaystyle \int _{0}^{a}{\frac {1}{z}}dz-\int _{0}^{b}{\frac {1}{z}}dz=\ln \left({\frac {a}{b}}\right)}
Le possibilità per fissare i parametri di regolarizzazione sono numerose, tuttavia in presenza di una procedura coerente non cambiano le previsioni finali che forniscono in relazione ai processi fisici. Le principali tecniche di regolarizzazione sono:
- Regolarizzazione a "cut-off": solamente i momenti delle particelle minore di {\displaystyle \Lambda } vengono considerati negli integrali, {\displaystyle \Lambda } è il parametro di regolarizzazione chiamato "cut-off". Infatti numerose divergenze nelle teorie di campo sorgono quando si considerano particelle con momenti elevati. Ad esempio, l'integrale divergente:

{\displaystyle \int {\frac {1}{q^{4}+c}}d^{4}q\propto \int _{}^{\infty }{\frac {1}{q}}dq=\infty }
viene regolarizzato in:
{\displaystyle \int {\frac {1}{q^{4}+c}}d^{4}q\rightarrow \int _{}^{\Lambda }{\frac {1}{q}}dq=\ln {(\Lambda )}}
- Regolarizzazione su reticolo: lo spazio quadrimensionale continuo viene discretizzato introducendo un passo reticolare {\displaystyle a}. I campi sono definiti solo su punti discreti. In questo modo gli integrali divergenti risultano regolarizzati come:

{\displaystyle \int {\frac {1}{q^{4}+c}}d^{4}q\rightarrow \int _{}^{\frac {\pi }{a}}{\frac {1}{q}}dq=\ln {\left({\frac {\pi }{a}}\right)}}
- Regolarizzazione dimensionale: in questo caso gli integrali sullo spazio quadrimensionale, vengono estesi a un numero arbitrario reale di dimensioni.

Una volta rese finite le quantità fisiche, il passo successivo consiste nel ridefinire le costanti di accoppiamento in modo tale da rimuovere i parametri di regolarizzazione non fisici artificialmente introdotti. Non sempre questo passaggio risulta possibile in modo coerente, in questo caso la teoria viene detta non rinormalizzabile e può essere considerata solo come una approssimazione a basse energie di una teoria più fondamentale rinormalizzabile.

## Divergenze in elettrodinamica quantistica

(a) Polarizzazione del vuoto. Questo loop ha una divergenza ultravioletta logaritmica.

(b) Diagramma di auto-energia in QED

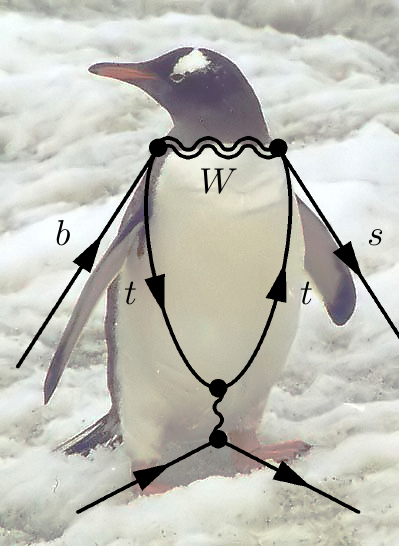
(c) Esempio di un diagramma a “pinguino"

Durante lo sviluppo dell'elettrodinamica quantistica negli anni '30, Max Born, Werner Heisenberg, Pascual Jordan e Paul Dirac scoprirono che nelle correzioni perturbative molti integrali sono divergenti.
Un modo di descrivere le divergenze dovute alle correzioni della teoria perturbativa fu scoperto nel biennio 1947–1949, indipendentemente e in ordine cronologico, da Hans Kramers, Hans Bethe, Julian Schwinger, Richard Feynman, e Shin'ichirō Tomonaga, e sistematizzato da Freeman Dyson nel 1949. Le divergenze appaiono nelle correzioni radiative, che coinvolgono diagrammi di Feynman con anelli chiusi (loop) di particelle virtuali.
Nonostante le particelle virtuali soddisfino la conservazione di energia e quantità di moto, possono avere qualsiasi valore di energia e quantità di moto, anche uno che non è permesso dalla relazione relativistica {\displaystyle E^{2}=(pc)^{2}+(m_{0}c^{2})^{2}\,} per la massa osservata della particella (cioè, {\displaystyle E^{2}-p^{2}} non è necessariamente la massa al quadrato della particella in quel processo, ad esempio per un fotone potrebbe essere non nulla). Una tale particella è detta off-shell. Quando si ha un loop, la quantità di moto delle particelle coinvolte nel loop non è univocamente determinata dalle energie e quantità di moto delle particelle entranti e uscenti. Una variazione dell'energia di una particella nel loop può essere bilanciata da una variazione uguale e opposta dell'energia di un'altra particella nel loop, senza che queste variazioni influenzino le particelle entranti e uscenti. Pertanto molte variazioni sono possibili, quindi, per trovare l'ampiezza per il processo a loop, bisogna integrare su tutte le possibili combinazioni di energia e quantità di moto che possono viaggiare nel loop.
Questi integrali sono spesso divergenti, ovvero, danno un risultato infinito. Le divergenze che sono significative sono quelle "ultraviolette" (UV). Una divergenza ultravioletta può essere descritta come derivante da:
- la regione nell'integrale dove tutte le particelle nel loop hanno energia e quantità di moto grandi,
- nell'integrale sui cammini del campo, fluttuazioni a lunghezza d'onda molto bassa o frequenza molto alta,
- tempo proprio molto piccolo tra emissione e assorbimento di particelle, se si pensa al loop come una somma sui percorsi delle particelle.

Allora queste divergenze sono fenomeni a breve distanza e di breve durata.
Le tre figure mostrano tre diagrammi a un loop divergenti dell'elettrodinamica quantistica:
(a) Un fotone crea una coppia virtuale elettrone-positrone che successivamente si annichila. Questo è un diagramma della polarizzazione del vuoto.
(b) Un elettrone emette e riassorbe rapidamente un fotone virtuale. Questo è un diagramma dell'auto-energia.
(c) Un elettrone emette un fotone, ne emette un secondo e riassorbe il primo. Questo processo è mostrato in figura 2 ed è chiamato rinormalizzazione del vertice. Il diagramma di Feynman per questo è anche detto "diagramma a pinguino" perché la sua forma ricorda alla lontana un pinguino.
Queste tre divergenze corrispondono ai tre parametri presenti nella teoria in questione:
1. La normalizzazione del campo, Z.
2. La massa dell'elettrone.
3. La carica dell'elettrone.

Una seconda classe di divergenze, chiamate divergenze infrarosse, è dovuta alle particelle prive di massa, come il fotone. Ogni processo che coinvolge particelle cariche emette un infinito numero di fotoni coerenti di lunghezza d'onda infinita, e l'ampiezza per emettere un qualsiasi numero finito di fotoni è zero. Per i fotoni, queste divergenze sono ben comprese. Per esempio, all'ordine di un loop, la funzione vertice ha divergenze sia ultraviolette sia infrarosse. In contrasto con le divergenze ultraviolette, le divergenze infrarosse non necessitano la rinormalizzazione di una parametro della teoria. Nel diagramma del vertice, la divergenza infrarossa viene rimossa includendo un diagramma simile al diagramma del vertice, ma con un'importante differenza: il fotone che connette le due linee dell'elettrone è tagliato e sostituito da due fotoni on-shell (reali) di lunghezza d'onda tendente a infinito; questo diagramma è equivalente al processo di bremsstrahlung. Questo diagramma aggiuntivo deve essere incluso perché non c'è modo fisico di distinguere un fotone di energia nulla che scorre su un loop, come nel vertice, da fotoni di energia nulla emessi tramite bremsstrahlung.

### Esempio di divergenza a un loop

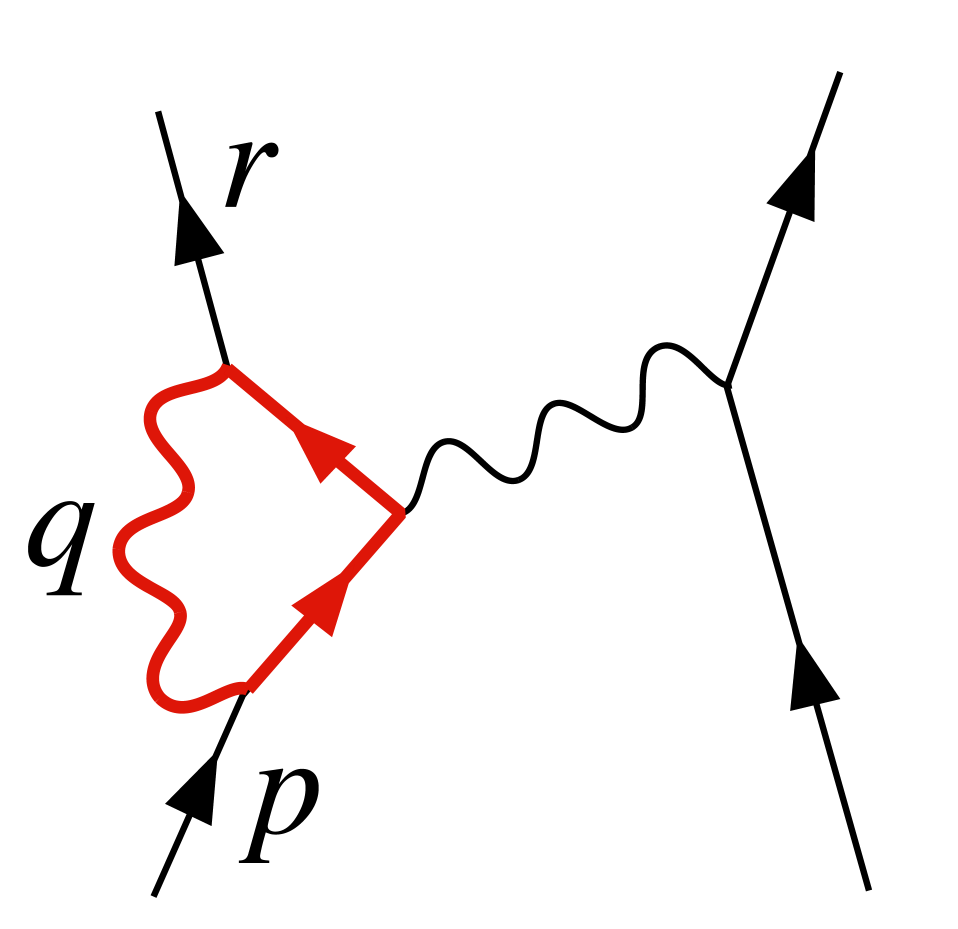
Figura 2. Un diagramma che contribuisce lo scattering elettrone-elettrone in QED. Il loop ha una divergenza ultravioletta.

Il diagramma in figura 2 mostra uno dei molti contributi a un loop allo scattering elettrone-elettrone in QED. L'elettrone sul lato sinistro del diagramma, rappresentato da una linea continua, comincia con quadrimpulso p e finisce con quadrimpulso r. Emette un fotone virtuale per trasferire energia e impulso all'altro elettrone. Tuttavia, in questo diagramma, prima che questo succeda, l'elettrone di sinistra emette un altro fotone virtuale con quadrimpulso q (in arancione nella figura),  e lo riassorbe dopo aver emesso l'altro fotone virtuale. La conservazione dell'energia e della quantità di moto non fissano il quadrimpulso del fotone arancione, quindi ogni possibilità è valida e bisogna integrare.
L'ampiezza relativa a questo diagramma, tra gli altri termini, contiene questo fattore, dovuto al loop:
{\displaystyle -ie^{3}\int {\frac {d^{4}q}{(2\pi )^{4}}}\gamma ^{\mu }{\frac {i(\gamma ^{\alpha }(r-q)_{\alpha }+m)}{(r-q)^{2}-m^{2}+i\epsilon }}\gamma ^{\rho }{\frac {i(\gamma ^{\beta }(p-q)_{\beta }+m)}{(p-q)^{2}-m^{2}+i\epsilon }}\gamma ^{\nu }{\frac {-ig_{\mu \nu }}{q^{2}+i\epsilon }}.}
I vari fattori {\displaystyle \gamma ^{\mu }} in questa espressione sono matrici gamma come nella formulazione covariante dell'equazione di Dirac; hanno a che fare con lo spin dell'elettrone. i fattori {\displaystyle e} sono la costante di accoppiamento, mentre {\displaystyle i\epsilon } fornisce una definizione euristica del contorno di integrazione intorno ai poli dello spazio degli impulsi. La parte importante è la dipendenza da {\displaystyle q^{\mu }} dei tre fattori, che vengono dai propagatori delle due linee elettroniche e la linea fotonica presenti nel loop (le tre linee arancioni nella figura).
Un termine di questo integrale ha due potenze di {\displaystyle q^{\mu }} al numeratore che domina a grandi valori di {\displaystyle q^{\mu }} (Pokorski 1987, p. 122):
{\displaystyle e^{3}\gamma ^{\mu }\gamma ^{\alpha }\gamma ^{\rho }\gamma ^{\beta }\gamma _{\mu }\int {\frac {d^{4}q}{(2\pi )^{4}}}{\frac {q_{\alpha }q_{\beta }}{(r-q)^{2}(p-q)^{2}q^{2}}}.}
Questo integrale è divergente, a meno che non venga tagliato a un certo valore finito di energia e impulso. Analoghe divergenze accadono in altre teorie di campo quantistiche.

## Meccanica statistica
La procedura di rinormalizzazione è un utile strumento per cercare di studiare il comportamento dei sistemi critici, cioè il comportamento nell'intorno delle transizioni di fase di liquidi, gas, reticoli di spin magnetici, ecc. In questo caso si è interessati a determinare le relazioni che sussistono quando si osservano i sistemi a scale di grandezze differenti. Più in particolare, si utilizza il formalismo del gruppo di rinormalizzazione.

## Interpretazione
I primi costruttori della QED e delle altre teorie di campo erano, solitamente, insoddisfatti della struttura e della formulazione della rinormalizzazione. Sembrava illegittimo sottrarre infiniti dagli infiniti in modo apparentemente arbitrario per ottenere un risultato complessivo finito.
Le critiche di Paul Dirac furono le più accanite: nel 1975, disse:
(Paul Dirac)
Un'altra importante critica fu mossa da Richard Feynman. Nonostante il suo ruolo cruciale nello sviluppo dell'elettrodinamica quantistica, nel 1985 scrisse:
(Richard Feynman)
Mentre la critica di Dirac è basata sulla procedura di rinormalizzazione stessa, la critica di Feynman era molto diversa. Feynman era preoccupato del fatto che tutte le teorie di campo conosciute negli anni '60 avevano la proprietà che le interazioni diventano infinitamente forti a scale di distanza sufficiente piccole. Questa proprietà, chiamata polo di Landau, aveva reso plausibile la possibilità che le teorie quantistiche di campo fossero tutte incoerenti. Nel 1974, Gross, Politzer e Wilczek hanno dimostrato che un'altra teoria quantistica di campo, la cromodinamica quantistica, non ha un polo di Landau. In questo modo la teoria diventa perfettamente coerente a tutte le scale.
Il disagio generale era quasi universale nei testi fino al 1970 e 1980. A partire dagli anni 1970, tuttavia, l'atteggiamento cominciò a cambiare, soprattutto tra i giovani teorici, a causa dei lavori sul gruppo di rinormalizzazione e sulle teorie di campo efficaci, nonostante il fatto che Dirac e vari altri, appartenenti alla vecchia generazione, non avevano mai ritirato le loro critiche. Kenneth G. Wilson e altri hanno dimostrato che il gruppo di rinormalizzazione è utile nella teoria statistica dei campi applicata alla fisica della materia condensata, dove fornisce importanti informazioni sul comportamento del sistema nell'intorno delle transizioni di fase. Nella fisica della materia condensata, esiste un vero e proprio regolatore a piccole scale (chiamato anche "cut-off"): la materia cessa di essere un continuo sulla scala degli atomi. A corte distanze le divergenze dei campi che descrivono la materia condensata non rappresentano un problema filosofico, dal momento che la teoria dei campi è solo una descrizione efficace continua della materia intrinsecamente discreta, una rappresentazione liscia anche delle strutture irregolari e discontinue che emergono a piccole scale. In questo modo non esistono infiniti fisici in quanto il "cut off" è in realtà sempre finito, come la scala tipica in cui la descrizione fornita dalla teoria diventa incoerente, ed è perfettamente sensato considerare quantità "nude" dipendenti dal cutoff.
Se la teoria quantistica dei campi è sensata anche oltre la lunghezza di Planck (dove potrebbe valere, piuttosto, la teoria delle stringhe o qualcosa di diverso), allora o non ci sono problemi reali nelle divergenze a breve distanza nella fisica delle particelle, oppure tutte le teorie di campo sono semplicemente delle teorie efficaci, utili a descrivere la fisica dei fenomeni solo ad alcune scale di energia e non a tutte. In un certo senso, questo approccio è simile all'atteggiamento degli scienziati più anziani, secondo cui le divergenze in QFT descrivono l'ignoranza umana sul funzionamento della natura, ma riconosce anche che questa ignoranza può essere quantificata e che quindi le risultanti teorie efficaci restano utili.
Nelle teorie di campo quantistiche, il valore di una costante fisica, in generale, dipende dalla scala che si sceglie come punto per la rinormalizzazione e diventa molto interessante esaminare come variano le costanti fisiche in conseguenza dei cambiamenti nella scala delle energie. Le costanti di accoppiamento nel modello standard della fisica delle particelle variano in modo diverso con il crescere della scala delle energie: l'accoppiamento della forza nucleare forte e l'accoppiamento di isospin debole della forza elettrodebole tendono a diminuire, mentre l'accoppiamento dell'ipercarica debole della forza elettrodebole tende ad aumentare. Alla scala di energia molto grande di 10  15  GeV (ben oltre la portata degli attuali acceleratori di particelle), questi accoppiamenti diventano tutti circa della stessa intensità (Grotz e Klapdor 1990, p. 254), una motivazione importante per le speculazioni circa l'esistenza di una grande teoria unificata. Invece di essere solo un problema preoccupante, la rinormalizzazione è diventata un importante strumento teorico per studiare il comportamento delle teorie di campo in diversi regimi.
Se una teoria rinormalizzabile (come ad esempio l'elettrodinamica quantistica) può essere solo ragionevolmente interpretata come una teoria di campo efficace, cioè come approssimazione che riflette l'ignoranza umana sul funzionamento della natura, resta allora il problema di scoprire una teoria più accurata che non soffre di questi problemi della rinormalizzazione. Come ha detto Lewis Ryder, "nella teoria quantistica, queste [classiche] divergenze non scompaiono, anzi sembrano peggiorare. E nonostante il successo della teoria della rinormalizzazione, rimane la sensazione che ci dovrebbe essere un modo più soddisfacente di fare le cose".